# Heves vármegye főispánjainak listája
| Név                                                                       | Vármegyei főispáni időszaka                                                       | Pozíció jellege                        | Megjegyzés (általa betöltött egyéb főispáni pozíciók) | Forrás |
| ------------------------------------------------------------------------- | --------------------------------------------------------------------------------- | -------------------------------------- | --- | ------ |
| Heves vármegye főispánjai a Mohácsi vész és a török hódoltság időszakában |                                                                                   |                                        | |        |
| Várdai Pál egri püspök, királyi személynök                                | 1524. július 13. előtt – 1526. november ?                                         | örökös főispán (comes perpetuus)       | (I. János, majd I. Ferdinánd oldalán) | [ 1 ]  |
| Erdődi Simon zágrábi és egri püspök                                       | 1526. november 11. után – 1527. november 11. előtt                                | főispán (comes perpetuus)              | (I. János oldalán.) Nem tudta elfoglalni egri püspöki és hevesi főispáni székét, mert I. Ferdinánd hadai 1527 őszére elfoglalták az ország nagy részét. | [ 2 ]  |
| Szalaházy Tamás egri püspök, kancellár                                    | 1527. november 11. – 1535. február 25. után                                       | örökös főispán (comes perpetuus)       | (I. Ferdinánd oldalán) 1529 után az I. János uralma alá került országrész miatt Bécsben tartózkodott. | [ 2 ]  |
| Frangepán Ferenc egri püspök                                              | 1534. szeptember 28. után – 1539. április 17.                                     | örökös főispán (comes perpetuus)       | (I. János oldalán) | [ 2 ]  |
| Perényi Ferenc egri püspök                                                | 1537. március 28. – 1538. ?                                                       | főispán                                | (I. Ferdinánd oldalán). Valójában a püspökség és ispánság javadalmainak adományozásáról volt szó Serédi Gáspár főkapitány kívánságára. |        |
| Frangepán Ferenc egri püspök                                              | 1539. április 17. – 1543. január vége                                             | örökös főispán                         | (I. Ferdinánd oldalán) | [ 2 ]  |
| Betöltetlen                                                               | 1543. január vége – 1548. december eleje                                          |                                        | Csaknem az egész vármegye ura 1541 őszétől egészen 1548 novemberéig Perényi Péter, Magyarország főkapitánya volt, mivel Buda török kézre kerülése (1541. augusztus 29.) után önkényesen elfoglalta az egri várat, sőt rátette a kezét a püspökségi jövedelmekre is. (Fogsága idején a hozzá hű Varkocs Tamás egri várnagy képviselte érdekeit.)                                                                                                  | [ 2 ]  |
| Oláh Miklós egri püspök, királyi titkár, kancellár                        | 1548. december 13. előtt – 1553. május 7.                                         | örökös főispán (comes perpetuus)       | Az Oláh Miklós püspök és I. Ferdinánd között 1549. február 5-én életbe lépett szerződés nemcsak a püspökségi javak gondviselését (és a jövedelmek jelentős részének felhasználását), hanem burkoltan a megyei főispáni hatáskör gyakorlását is Eger fontos végvára tiszttartójára és kapitányára ruházta át. Az egri vár prefektusainak és (fő)kapitányainak ez a széles hatásköre Dobó István várparancsnoki időszakában (1548–1552) kezdődött. | [ 8 ]  |
| Újlaki Ferenc egri püspök, királyi helytartó                              | 1553. június 10. előtt – 1555. február 1. (haláláig)                              | örökös főispán (comes perpetuus)       | | [ 8 ]  |
| Zárkándy Pál egri prefektus, várkapitány                                  | 1555. (február 2. ?) – 1556. (szeptember 17. ?)                                   | főkapitány-főispán                     | Zárkándy a püspöki szék betöltetlen volta miatt kaphatta meg a királytól a formális föispáni kinevezést. | [ 8 ]  |
| Bódy György csanádi püspök, egri püspöki adminisztrátor                   | 1556. szeptember 18. – 1557. november 19. (haláláig)                              | örökös főispán (comes perpetuus)       | - 1556–1558 csanádi főispán | [ 8 ]  |
| Verancsics Antal egri püspök                                              | 1556. november 19. – 1569. október 15.                                            | örökös főispán (comes perpetuus)       | A főispáni hatáskör gyakorlásában jelentős változást hozott a püspöknek a Habsburg királlyal 1563. december l-jén kötött szerződése, mely szerint teljesen királyi kamarai kezelésbe adta az egri püspökség minden birtokát és egyházmegyei jövedelmét, Mágócsy várparancsnokot pedig „az egri püspökség kormányzójának” nevezte ki, és ő viselte először a „főkapitány” címet.                                                                  | [ 8 ]  |
| Mágócsy Gáspár egri püspöki kormányzó, egri főkapitány                    | (1563. december 10. kinevezés) 1564. március 26. (beiktatás) – 1567. június előtt | főispáni helytartó, főkapitány-főispán | - 1552/1554– Gyula várkapitánya (s egyben Békés és Zaránd vármegye főispánja) - 1560– Torna várkapitánya (s egyben Torna vármegye főispánja) - 1563. december 10.– Borsod vármegye főispánja - 1573-ban Munkács várával és uradalmával Bereg vármegye főispánja | [ 8 ]  |
| Forgách Simon, gimesi, egri főkapitány                                    | 1567. június 4. – 1572. (július 29. ?)                                            | főispáni helytartó, főkapitány-főispán | - Borsod vármegye főispánja | [ 8 ]  |

A területileg kicsi Külső-Szolnok vármegye a töröktől részben megszállt, vagy fenyegetett országrészben 1569-ben egyesült Heves megyével, s ettől kezdve igazgatásilag Heves és Külső-Szolnok vármegyeként funkcionált a két „törvényesen egyesült vármegye”.
Lásd e kor főispánjait Heves és Külső-Szolnok vármegye főispánjainak listája alatt!
A kettős megyébe azonban beékelődött a Nagykunság és a Jászság. Utóbbiakat az 1870. évi 42. tc. megszületése után hosszú tárgyalások eredményeként igazgatási és területi szempontból több lépcsőben rendezték. A területszabályozást lezáró 1876. évi 33. törvénycikket Heves és Külső-Szolnok vármegye július 17-i közgyűlésén hirdették ki s ez volt egyúttal a kettős törvényhatóság utolsó gyűlése.
Az önállósult megye ismét Heves vármegye néven működött Eger megyeszékhellyel.
| Név                                                                                | Vármegyei főispáni időszaka                                               | Pozíció jellege                                     | Megjegyzés (általa betöltött egyéb főispáni pozíciók)                                                                         | Forrás |
| ---------------------------------------------------------------------------------- | ------------------------------------------------------------------------- | --------------------------------------------------- | --- | ------ |
| Heves vármegye (1875) 1876–1918                                                    |                                                                           |                                                     | |        |
| Beöthy Lajos, bessenyői és örvendi                                                 | 1875. április 21. (Beiktatása május 24-én volt.) – 1886. október 4.       | főispán                                             | | [ 14 ] |
| Keglevich Béla, gróf buzini                                                        | 1886. szeptember 26. (Beiktatása október 4-én volt.) – 1889. december 1.  | főispán                                             | 1889. december 1-jén mondott le, de december 10-én mentették fel.                                                             | [ 14 ] |
| Cziráky Béla, gróf cziráki és dienesfalvi                                          | 1889. december 10. - 1890. január 24.                                     | főispán                                             | 1884. április 28-tól 1890. január 4-ig Fejér vármegye és Székesfehérvár főispánja (január 24-én adta át hivatalát utódjának). | [ 14 ] |
| Kállay Zoltán, dr. nagykállói                                                      | 1890. február 24. (Beiktatása március 24-én volt.) – 1906. június 19.     | főispán                                             | | [ 14 ] |
| Szederkényi Nándor                                                                 | 1906. június 19. (Beiktatása július 2-án volt.) – 1910. február 8.        | főispán                                             | | [ 14 ] |
| Kállay Zoltán, dr. nagykállói                                                      | 1910. február 17. - 1914. július 20. (haláláig)                           | főispán                                             | | [ 14 ] |
| Keglevich Gyula, gróf buzini                                                       | 1914. október 16. (Beiktatása október 26-án volt.) – 1917. június 14.     | főispán                                             | | [ 14 ] |
| Vass János, dr. vajki                                                              | 1917. július 25. (Beiktatása augusztus 13-án volt.) – 1918. március 6.    | főispán                                             | | [ 14 ] |
| Remenyik István, dr. csetneki                                                      | 1918. március 6. (Beiktatása április 8-án volt.) – 1918. november 14.     | főispán                                             | | [ 14 ] |
| Vass János, dr. vajki                                                              | 1918. november 4. – 1918. november 12.                                    | teljhatalmú népbiztos                               | Területi hatásköre Heves, Borsod és Nógrád megyék területére terjedt ki.                                                      | [ 14 ] |
| Módly László, dr.                                                                  | 1918. november 13. – 1919. március 21.                                    | kormánybiztos főispán                               | | [ 16 ] |
| Heves vármegye a Tanácsköztársaság idején (1919. március 21. – 1919. augusztus 1.) |                                                                           |                                                     | |        |
| Lájer Dezső                                                                        | 1919. március 22. – 1919. május 1. (?)                                    | Kormánybiztos, megyei népbiztos, direktórium elnöke | | [ 17 ] |
| Jackwerth Ede                                                                      | 1919. május 7. – 1919. augusztus 3. (?)                                   | Forradalmi Kormányzótanács biztosa                  | | [ 17 ] |
| Heves vármegye 1919–1950                                                           |                                                                           |                                                     | |        |
| Almásy Sándor                                                                      | 1919. október 23. (A kihirdetés napja.) – 1920. június 5.                 | kerületi kormánybiztos                              | | [ 19 ] |
| Czobor Imre, dr. nemespanni                                                        | 1919. november 20. (A kihirdetés napja.) – 1920. június 6.                | kerületi kormánybiztos                              | | [ 19 ] |
| Bobory György, dr. vitéz szenttornyai                                              | 1919. szeptember 18. (A kihirdetés napja.) – 1920. szeptember 9.          | kormánybiztos főispán                               | | [ 19 ] |
| Bobory György, dr. vitéz szenttornyai                                              | 1920. szeptember 9. – 1925. május 16.                                     | főispán                                             | | [ 19 ] |
| Isaák Gyula, dr. kisdobronyi                                                       | 1925. augusztus 8. (Beiktatása augusztus 22-én volt.) – 1927. január 4.   | főispán                                             | | [ 19 ] |
| Hedry Lőrinc, dr., hedri                                                           | 1927. április 21. (Beiktatása május 19-én volt.) – 1944. május 5.         | főispán                                             | | [ 19 ] |
| Horváth Árpád, dr.                                                                 | 1944. május ? (Beiktatása július 5-én volt.) – 1944. október 27.          | főispán                                             | | [ 19 ] |
| Szulyovszky Dénes, dr.                                                             | 1944. október 27. – 1944. november 19.                                    | főispán                                             | | [ 19 ] |
| Milassin Kornél                                                                    | 1945. január 4. (Beiktatása július 7-én volt.) – 1946. augusztus 12.      | főispán                                             | | [ 19 ] |
| Balassa Tibor                                                                      | 1946. október 26. (Ez a beiktatásának a napja.) – 1947. augusztus 13.     | főispán                                             | | [ 20 ] |
| Fülöp István                                                                       | 1947. augusztus 13.(Beiktatása december 25-én volt.) – 1948. november 17. | főispán                                             | | [ 20 ] |
| Benei Sándor                                                                       | 1948. november 17. (Beiktatása december 21-én volt.) – 1949. július 8.    | főispán                                             | | [ 20 ] |
| Katona Zoltán, dr.                                                                 | 1949. július 8. – ?                                                       | főispán                                             | | [ 20 ] |

## Heves vármegye főispánjai 2023-
| Név           | Tisztségviselés ideje          | Megjegyzések |
| ------------- | ------------------------------ | --- |
| Ignácz Balázs | 2022. július 22. – napjainkban | 2012 – 2016: Mezőgazdasági és Vidékfejlesztési Hivatal Heves Megyei Kirendeltsége, kirendeltségvezető 2017 – 2021: Heves Megyei Kormányhivatal, Agrár- és Vidékfejlesztést Támogató Főosztály, főosztályvezető 2021. június – 2022. június: Magyar Államkincstár, a KAP és a nemzeti agrártámogatási feladatok végrehajtásáért felelős igazgató |